# The Voice (film)
The Voice är en kortfilm med regi och manus av Johan Söderberg. Filmen är trettio minuter lång och producenten var Kristina Åberg. Filmen hade Sverigepremiär 5 november 2004. Distributör var Folkets Bio AB och produktionsbolag var Atmo Media Network AB.
The Voice har ett politiskt/satiriskt tema. I filmen visas klipp med bland annat George Bush, Richard Nixon och Dwight D. Eisenhower. Filmen visades den 14 juni 2005 på SVT1. 

### Fotnoter
1. ↑  svt.se - Massor av kortfilm[död länk]